# 俞延靜
俞璉靜（：／ Yoo Yeon Jung，1999年8月3日—），又稱延靜，韓國女歌手。2016年參與企劃女團選拔節目《PRODUCE 101》取得第十一名，以I.O.I成員身份出道。現為STARSHIP娛樂旗下女團宇宙少女主唱，以具爆發力的清爽高音見稱，曾於2019年贏得由tvN電視台主辦有24位女團成員參加的選拔「Vocal Queen」節目《V-1》的冠軍。

## 个人背景
1999年8月3日，璉靜出生在韓國京畿道光明市。出道前因唱功在練習生間小有名氣。

## 经历

### 出道前
在加入STARSHIP娛樂前，曾是SM娛樂的練習生，也曾於IB音樂學院學習。
2015年，延靜以STARSHIP娛樂練習生的身份參演了Mnet企劃的大型練習生競爭實境節目《PRODUCE 101》，開啟了她演藝生涯的序幕。在首輪分級任務中，延靜和其他兩位同樣來自STARSHIP娛樂的練習生金泰荷及沈彩恩表演〈I Swear〉，延靜被評級為「B」級；之後在《PICK ME》表演評鑑中改評為「A」級。節目初期，在近百位練習生中排名只在中間段。在第三集分組評價，延靜演唱少女時代出道曲〈再次重逢的世界〉，爆發力的表現在網上成為話題，片段兩周內在韓國錄得過百萬次播放。從第五集開始，排名便穩定在九至十二名之間。
2016年4月1日，《PRODUCE 101》播出最後一集，正式公開出道組合名為I.O.I，延靜以排名第十一位入選為其成員。

### 2016年：先後以I.O.I及宇宙少女成員身分出道
2016年5月4日，I.O.I發行出道迷你專輯《Chrysalis》，並公開主打歌〈Dream Girls〉。《PRODUCE 101》後經過一個月的準備，延靜正式出道。5月5日，通過Mnet音樂節目《M! Countdown》與I.O.I成員一起登上出道初登場舞台，演唱《Knock Knock Knock》及主打歌曲《Dream Girls》。
7月11日，STARSHIP娛樂正式決定將延靜加入宇宙少女為新成員，十三人重新出發。8月17日，宇宙少女公開迷你二輯主打曲《Secret》，延靜正式以宇宙少女成員身分出道。8月18日，宇宙少女通過Mnet音樂節目《M! Countdown》，演唱主打歌曲《Secret》及特別舞台《Loving U》（SISTAR原唱）。
10月17日，I.O.I最後一次完全體回歸，發行第二張迷你專輯《Miss Me?》，主打歌為〈Very Very Very〉。10月26日，延靜於《Show Champion》獲得女團生涯首個音樂節目一位，但因宇宙少女行程衝突而缺席領獎。

### 2017年起：新的開始
2017年1月1日，延靜出演《神秘音樂秀：蒙面歌王》，戴著面具的她在第二回合單獨演唱歌曲〈Star〉（來自電影《醜女大翻身》的OST)，歌聲獲得了好評。
2017年1月17日，I.O.I發行告別單曲〈DOWNPOUR〉。1月20日至22日，在出道登台的地點首爾獎忠體育館舉辦「Time Slip」I.O.I告別演唱會。1月29日，I.O.I活動期結束，組合解散，延靜往後以宇宙少女成員身份活動。

## 音樂作品

### 數位單曲
| 年份   | 歌曲              | 歌手          | 備註                                          |
| ------ | ----------------- | ------------- | --------------------------------------------- |
| 2015年 | Pick Me           | PRODUCE 101   | 《PRODUCE 101》代表歌曲，以練習生身份參與錄制 |
| 2016年 | At the Same Place | Girls On Top  | 《PRODUCE 101》任務歌曲，以練習生身份參與錄制 |
| 2017年 | #Drive            | DinDin        | 以Feat.身份參與錄製，僅公佈音源               |
| 2017年 | Marry You         | 延靜          | Marry Me Part.2                               |
| 2017年 | Christmas Day     | STARSHIP 全員 | STARSHIP年度家族聖誕曲                        |
| 2018年 | Christmas Time    | STARSHIP 全員 | STARSHIP家族聖誕曲                            |

### OST
| 年份     | 發布日期 | 歌曲名稱     | 電視劇/電影名稱                    | 備註                   |
| -------- | -------- | ------------ | ---------------------------------- | ---------------------- |
| 2016年   | 12月16日 | Fire & Ice   | 冰雪女皇3（The Snow Queen3）       | 與宇宙少女成員多願合作 |
| 2017年   | 5月31日  | 耀眼的你     | 七日的王妃（Queen For Seven Days） | 首支獨唱歌曲           |
| 2017年   | 7月7日   | 笨拙的告白   | 戀愛播放清單2（Loveplaylist2）     | 與Brother Su合作       |
| 2017年   | 11月14日 | 愛情中毒     | 愛情中毒(Melo Holic)               | 愛情中毒 OSTPart.4     |
| 2018年   | 5月30日  | 你的名字     | 訓南正音                           | 訓南正音 OSTPart.2     |
| 2018年   | 11月12日 | 心在做的事   | 狐狸新娘星                         | 狐狸新娘星 OST Part.6  |
| 2019年   | 10月14日 | 一定要告訴我 | 請融化我吧                         | 請融化我吧 OSTPart.2   |
| 2021年\| | 6月10日  | 素描的开始   | tvN《我的室友是九尾狐》            | OST Part.3             |

### 音樂錄影帶
| 年份   | 發布日期 | 歌曲名稱               | 備註                       |
| ------ | -------- | ---------------------- | -------------------------- |
| 2016年 | 4月11日  | Crush                  | I.O.I 作品                 |
| 2016年 | 11月10日 | I will be on your side | 與柳昇佑合作               |
| 2016年 | 12月16日 | Fire & Ice             | 與多願合作                 |
| 2017年 | 12月8日  | Christmas Day          | 星船家族曲                 |
| 2017年 | 12月13日 | Marry You              | 與李碩薰（SG Wannabe）合作 |
| 2018年 | 12月5日  | Christmas Time         | 星船家族曲                 |

## 演出經歷

### 電視劇
| 電視劇 |        |            |        |      |       |
| 年份   | 電視台 | 電視劇名稱 | 角色   | 性質 | 集數  |
| 2017年 | tvN    | 和遊記     | 李多仁 | 客串 | 第1集 |

### 音樂劇/舞台剧
| 音樂劇/舞台剧 |                  |               |                        |
| 年份          | 作品名稱         | 角色          | 备注                   |
| 2022年        | LIZZIE           | Alice Russell | 2022.03.24~2022.06.12  |
| 2022年        | 愛的迫降         | 徐丹          | 2022.09.16~2022.11.13  |
| 2023年        | Aloha,我的媽媽們 | 柳樹          | 2023.07.15~2023.08.19  |
| 2024年        | 大彗星           | 娜塔莎        | 2024.03.26~2024.06.16  |
| 2024年        | LIZZIE           | Alice Russell | 2024.09.14～2024.12.01 |
| 2025年        | 弗里达           | Memoria       | 2025.06.17~2025.09.07  |

### 固定綜藝
| 日期                       | 電視台 | 節目名稱         | 備註                       |
| -------------------------- | ------ | ---------------- | -------------------------- |
| 2016年1月22日－4月1日      | Mnet   | 《PRODUCE 101》  | 第十一名                   |
| 2018年9月16日              | KBS2   | 都市傳說         | 與秀斌、夏天、多榮共同出演 |
| 2019年9月13日－9月15日     | tvN    | 《V-1》          | 冠軍                       |
| 2020年10月3日－11月28日    | MBN    | 《Lotto Singer》 |                            |
| 2025年3月14日—2025年5月4日 | 不適用 | 《Debut's Plan》 | 歌唱導師                   |

### 綜藝節目
| 年份   | 日期     | 電視台 | 節目名稱                   |
| ------ | -------- | ------ | -------------------------- |
| 2016年 | 9月4日   |        | 《最强女团》               |
| 2016年 | 10月4日  | O'live | 八点见面                   |
| 2016年 | 12月25日 | MBC    | 《神秘音乐秀：蒙面歌王》   |
| 2017年 | 1月1日   | MBC    | 《神秘音乐秀：蒙面歌王》   |
| 2017年 | 3月19日  | KBS2   | 《超人回来了》             |
| 2017年 | 8月6日   | SBS    | 《Fantastic Duo 2》        |
| 2017年 | 8月13日  | SBS    | 《Fantastic Duo 2》        |
| 2018年 | 2月8日   | JTBC   | 《昭宥xHani的Beauty View》 |
| 2018年 | 3月12日  | KBS    | 《大国民脱口秀-你好》      |
| 2019年 | 1月25日  | Mnet   | 《看見你的聲音》           |
| 2019年 | 2月3日   | MBC    | 《神秘音樂秀：蒙面歌王》   |
| 2019年 | 2月15日  | KBS    | 《演藝家中介》             |
| 2019年 | 4月5日   | MBC    | 《現在1位是》              |
| 2019年 | 4月12日  | MBC    | 《現在1位是》              |
| 2019年 | 6月20日  | Mnet   | 《留學少女》               |
| 2019年 | 7月30日  | JTBC   | 《擺場女3》                |
| 2021年 | 7月17日  | KBS2   | 《不朽的名曲：傳說在歌唱》 |

## 获奖
| 年份   | 提名奖项 | 結果   |
| ------ | -------- | ------ |
| 2019年 | V-1      | 冠军   |
| 2022年 | 徐丹     | 魅力奖 |

## 外部連結
- 璉靜的Instagram帳戶
- I.O.I的X（前Twitter）
- I.O.I的Facebook專頁
- I.O.I的Instagram帳戶
- I.O.I 官方V Live頻道 （页面存档备份，存于）
- I.O.I 官方Daum Cafe專頁 （页面存档备份，存于）